# Aguigui Mouna
Pour les articles homonymes, voir Mouna (homonymie), André Dupont et Dupont.
André Dupont, dit « Aguigui Mouna », ou simplement « Mouna », né le 1er octobre 1911 à Meythet (Haute-Savoie) et mort le 8 mai 1999 à Paris, est un clochard-philosophe libertaire, pacifiste, écologiste avant l'heure, qui, souvent à vélo, sillonnait les rues de Paris pour haranguer les foules, dormant chez ses hôtes voire à la belle étoile. Il connut son heure de gloire en mai 68. On a vu en lui à la fois « le dernier amuseur public de Paris » et « le sage des temps modernes ».

## Vie et philosophie
De son nom d'état-civil André Dupont, « Aguigui Mouna » naît dans une famille de cultivateurs modestes. « J'ai perdu mon père quand j'avais sept ans. Un matin, j'avais neuf ans, ma tante m'a réveillé en m'annonçant : ta mère est morte. Ça fait un drôle d'effet. » Il est recueilli avec son frère par cette tante, chez qui ils seront garçons de ferme, couchant à l’étable avec les vaches. Sa mère, Adélaïde Brisgand, était originaire des Villards-sur-Thônes.
Il commence à travailler à l’âge de 13 ans. Il est tour à tour garçon de café et chômeur et, à 17 ans, s’engage dans la Marine mais s’en fait exclure pour avoir refusé les avances d'un supérieur.
Il se marie en 1939, juste avant d’être mobilisé pour la drôle de guerre. Il en sortira « antimilitariste convaincu ».
Il adhère au Parti communiste français (PCF) à la Libération et est un temps un militant « pur et dur ». Mais, n’étant fait ni pour l’obéissance passive aux consignes, ni pour la pensée unique, il déchante rapidement. Installé à Nice où il tient une pension de famille, il est exclu du PCF à la suite d'un épisode lié à sa vie privée, ce qui contribue à sa désillusion politique.

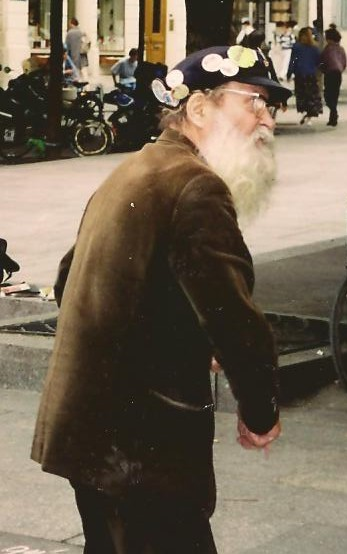
Aguigui Mouna place de la Sorbonne en 1994.

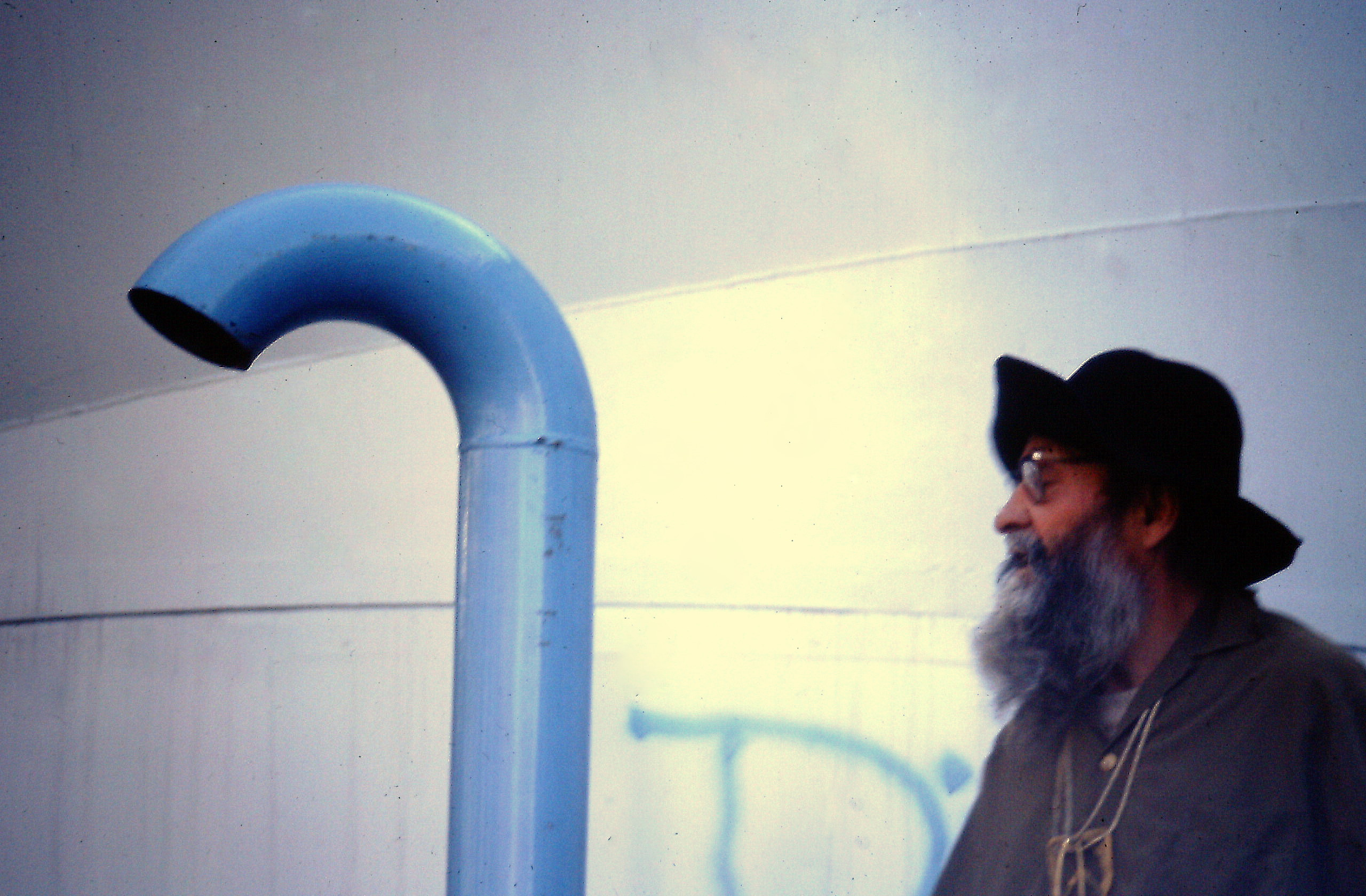
Aguigui Mouna sur l’esplanade Beaubourg en 1977.

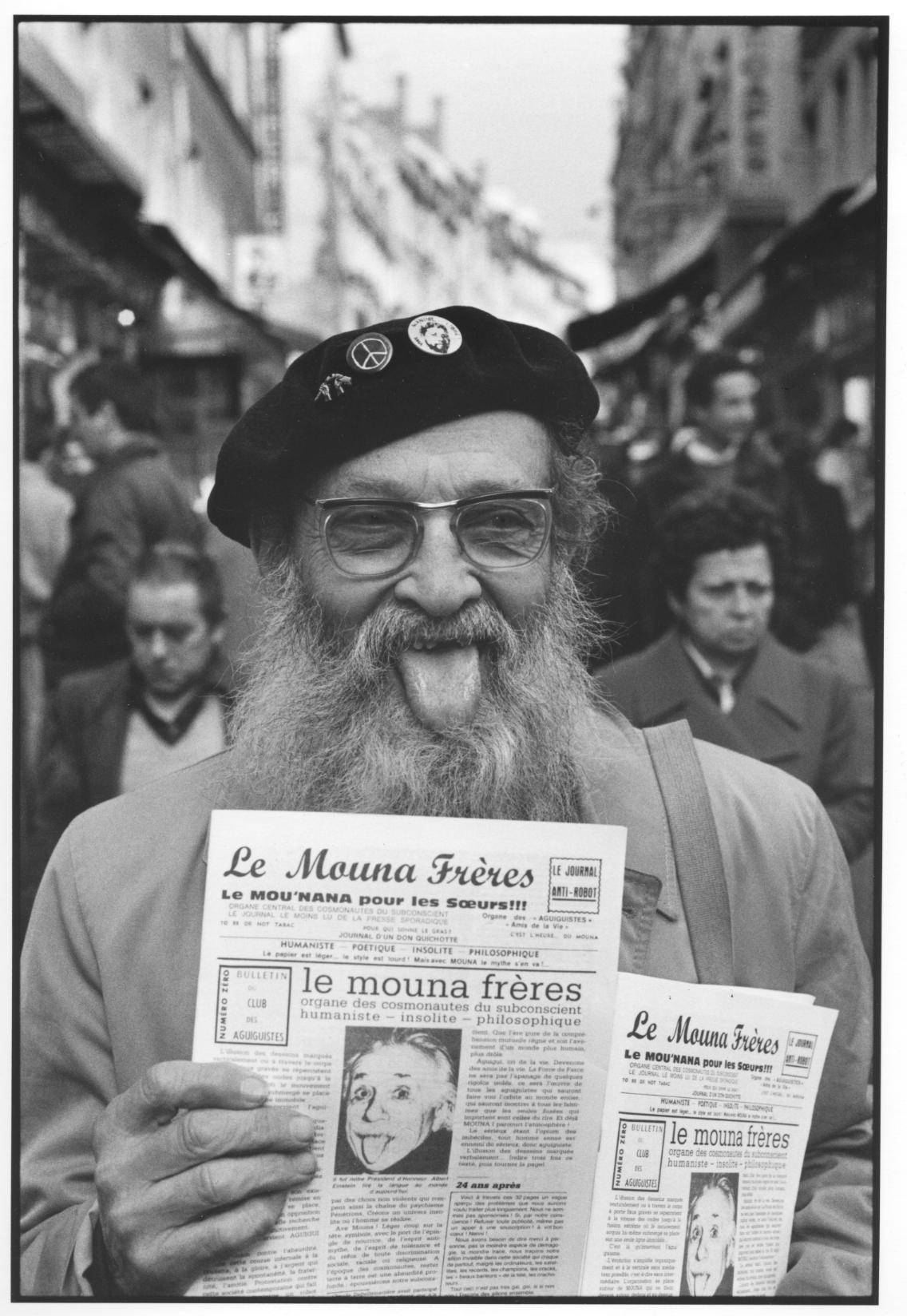
Mouna Aguigui dans la rue Mouffetard, à Paris, photographié en 1988 par Olivier Meyer.

En 1951, il fait la connaissance d'un client de son établissement, un peintre argentin marginal. La rencontre avec ce personnage original est pour lui une illumination, qui le convainc de dénoncer l'absurdité du monde. Las de sa vie de « caca-pipi-taliste », il commence, tout en continuant à tenir sa pension, une carrière « d'imprécateur-amuseur ». En mai 1952, il prend part à une manifestation communiste contre les Américains en arborant pour la première fois une tenue bariolée. Au cours des semaines suivantes, il multiplie les apparitions publiques dans Antibes, où il acquiert une réputation d'excentrique, voire de fou.

Séparé de sa femme, il monte ensuite à Paris, où il s’installe comme cafetier-restaurateur avec son frère aîné, face à la Bibliothèque nationale de France, au coin de la rue de Richelieu et du square Louvois, lieu de rencontres pittoresques au fil des années 1950. Son pseudonyme d'« Aguigui Mouna » vient d'une exclamation, dépourvue de sens, qu'il pousse un jour alors qu'il réfléchissait sur l'absurdité de la vie : 

« J'ai crié Aguigui Mouna… et voilà. J'ai commencé à me déguiser, à mettre un hareng-saur dans une cage à la vitrine de mon restaurant… la mutation quoi. »

Il déclare volontiers, au sujet de la société contemporaine : « On devient gaga, complètement gaga, fini, usé, terminé… gaga, agaga, agogo, gogo, agag, aguigui… aguigui ! » Par la suite, ayant fait faillite, quitté par sa nouvelle compagne qui ne supportait plus ses excentricités, il se consacre à temps plein à son activité d'imprécateur public et prend la route pour professer sa philosophie, à Paris comme sur la Côte d'Azur. Il donne libre cours à sa fantaisie, parcourt Saint-Germain-des-Prés pour répandre la bonne parole aguiguiste. Il porte une moitié de moustache et de barbe pour dénoncer un monde radioactif. Il fonde le club des aguiguistes, censé apporter gaieté, joie et optimisme. Découvrant la photographie d'Einstein tirant la langue, il lui écrit pour lui proposer la présidence d'honneur de son club. Albert Einstein accepte la présidence d'honneur et lui répond : « N'hésitez pas à accrocher dans votre restaurant mon portrait qui, du reste, illustre bien mes convictions politiques. ».
Plus tard on le verra aussi, « coiffé d'un chapeau à clochettes et revêtu d'un manteau recouvert de badges et de calicots », haranguant les foules aux festivals de Cannes et d’Avignon, au Printemps de Bourges et au Salon du livre de Paris.
En 1956, il marche à pied de Cagnes-sur-Mer à Sanremo. On le voit aussi à Golfe-Juan, où il reste perché 16 heures en haut d’un platane. Il ponctue ses déclamations par des inscriptions à la craie blanche sur le bitume en disant « Je craie ». Ses techniques de communication, telles que l’usage de pancartes accrochées à son vélo pour interpeller les passants, ont probablement influencé l’écriture blanche sur noir de l’artiste Ben. À Sainte-Maxime, il porte un réveil autour du cou et pique sa barbe folle de fleurs des champs.
Pendant la guerre d'Algérie, il fait partie des trente volontaires de l'Action civique non violente qui demandent à partager le sort des Algériens internés sans jugement dans les camps du Larzac (Aveyron), du camp de Thol (Ain), de Saint-Maurice-de-l’Ardoise (Gard) et de Mourmelon (Marne).
En 1962, quelques réfractaires, dont Mouna, brûlent leurs livrets militaires sur la voie publique.
Il crée son journal Le Mouna Frères (le Mou’Nana pour les sœurs !!! - le journal anti-robot), feuille de chou qui tient à la fois de L'Os à moelle de Pierre Dac et du tract politique, qu’il diffuse lui-même dans les manifestations. Il se déplace sur un vélo équipé d'un téléphone rouge factice et jette des graines aux badauds qui l'écoutent en ponctuant son geste d'un « Prenez-en de la graine ! ».

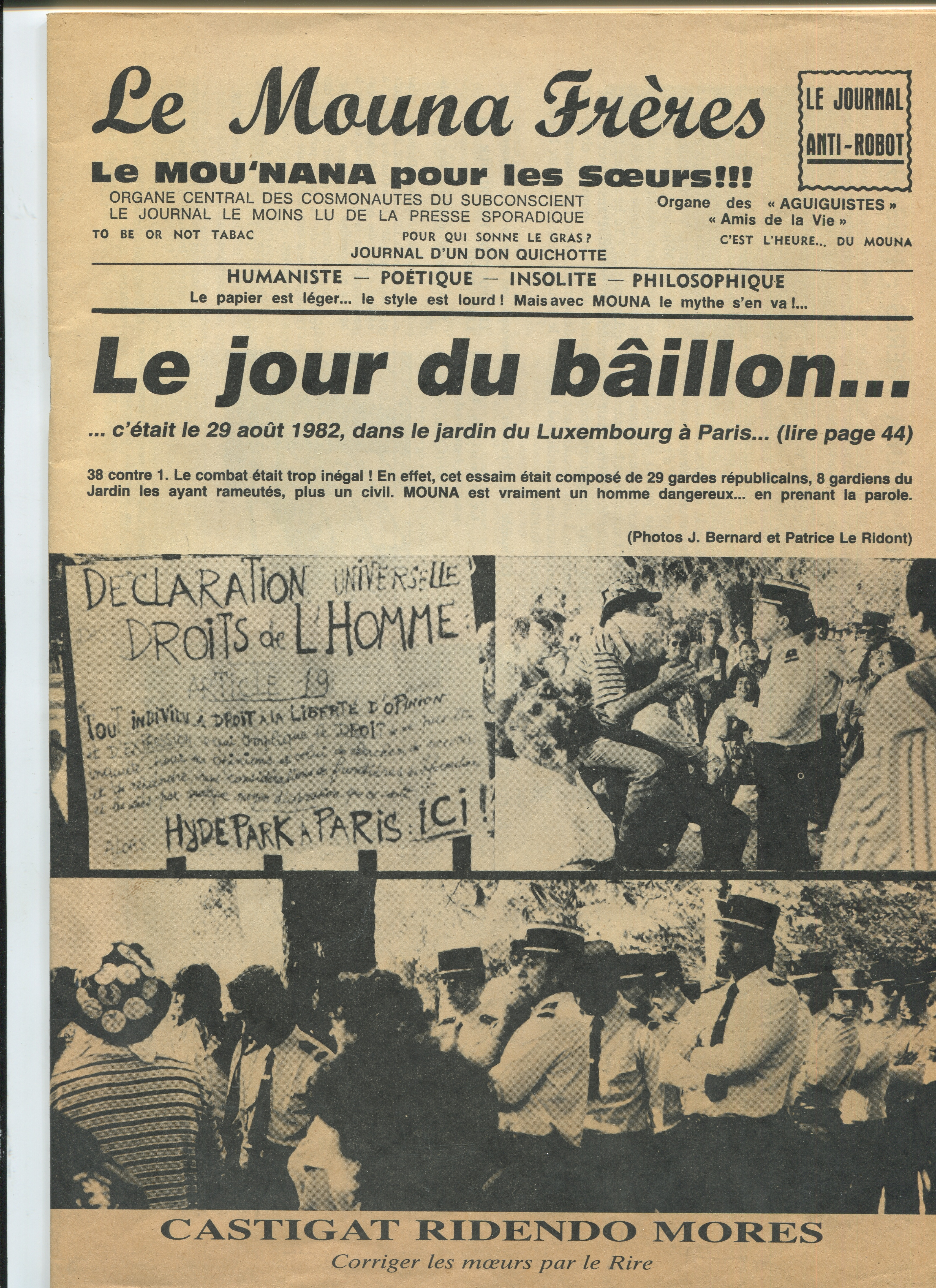
Le Mouna Frères.

En 1968, aux gauchistes qui lui lancent « Mouna, folklore ! », il rétorque « Tu préfères le chlore ? », allusion aux gaz lacrymogènes des CRS lors des manifestations estudiantines. Les mêmes le qualifient d’« amuseur débilissime, allié objectif du capitalisme » et l'accusent même d'être indicateur de la police.
Les prenant au mot dans l’amphithéâtre à ciel ouvert (maintenant remplacé par un bâtiment administratif) du campus de Jussieu (universités Paris 6 - Paris 7), il se fait sacrer le 2 mars 1978 « Empereur débilissime, Aguigui 1er », à l’aide de ses amis saltimbanques qui distribuent des nez rouges. Un autre jour, il se fait arrêter pour avoir mené une procession grotesque dont les participants scandaient en chœur : « Nous sommes heureux ! Nous sommes heureux ! » La même année, à la mort de Jean-Paul Ier, il affiche à la porte des églises le slogan : « Si Jésus est mort sur la Croix, un pape meurt dans son lit ! ».
Toujours à Jussieu, en mars 1979, il invite les étudiants à accompagner avec lui la manifestation des sidérurgistes de Lorraine qui viennent à Paris protester contre la fermeture de leurs usines.
Il passe des heures à la bibliothèque du Muséum national d'histoire naturelle, discute avec les chercheurs, diffuse le livre de Jean Dorst Avant que nature meure, croise l’agronome René Dumont et comprend les enjeux de l’écologie bien avant l’apparition de l’écologisme politique. Il milite ensuite contre le « tout-routier », pour le « partage de la route » et pour le respect des animaux y compris domestiques sur son vélo tractant une remorque bricolée, coiffé d’un couvre-chef recouvert de badges divers, et parfois un porte-bagage au guidon, abritant de petits animaux de compagnie. Il fut de tous les défilés parisiens non violents, antimilitaristes, pacifistes, libertaires ou contestataires. Il a aussi mené campagne contre le travail des enfants dans le tiers monde et pour l’aide aux réfugiés du Chili, et il a été l’un des premiers à dénoncer les risques et les retombées négatives du programme nucléaire français, militaire et civil.
Dénonçant le « déformatage des esprits » et le « prêt-à-penser », il se présente comme candidat (ou « non-candidat » ainsi qu’il se désigne lui-même) à l’élection présidentielle de 1974, ainsi qu’aux trois suivantes, sous son véritable patronyme : Dupont (« pas de Nemours ni d’Isigny », précise-t-il). Aux élections législatives de 1988 et 1993, à l’âge de 76 puis de 81 ans, il se présente dans la 2e circonscription de Paris contre Jean Tiberi, obtenant 3 % des voix en 1988 et 1,8 % en 1993 (722 voix). Dans les candidatures de Mouna Aguigui à des fonctions électives, Pierre Laszlo voit « l’irruption, dans les campagnes électorales parisiennes, du saugrenu propre au bouffon ou au clown ».
On a vu en lui un émule de Diogène, de Socrate ou de Ferdinand Lop qui proposait de prolonger le boulevard Saint-Michel jusqu’à la mer (et dans les deux sens) afin que les étudiants puissent se baigner plus souvent. Pour beaucoup, Mouna était tout simplement un apôtre de la bonne humeur.
Son portrait où il tire la langue à la manière d’Albert Einstein, par Olivier Meyer, publié sous forme de carte postale en 1989, puis en illustration du livre d’Anne Gallois, a servi de base à la réalisation d’un pochoir sur toile en 2006 par l’artiste Jef Aérosol, reproduit dans le livre VIP.
Il est fait chevalier des Arts et des Lettres par Jack Lang.
Il meurt le 8 mai 1999, à l’âge de quatre-vingt-sept ans, d’un arrêt cardiaque, à l'hôpital Bichat, à Paris.
Cavanna disait de lui : 

« Mouna, c’est une manif à lui tout seul. C’est l’indignation. Sa philosophie ? Un amour universel, boulimique. »

## Galerie

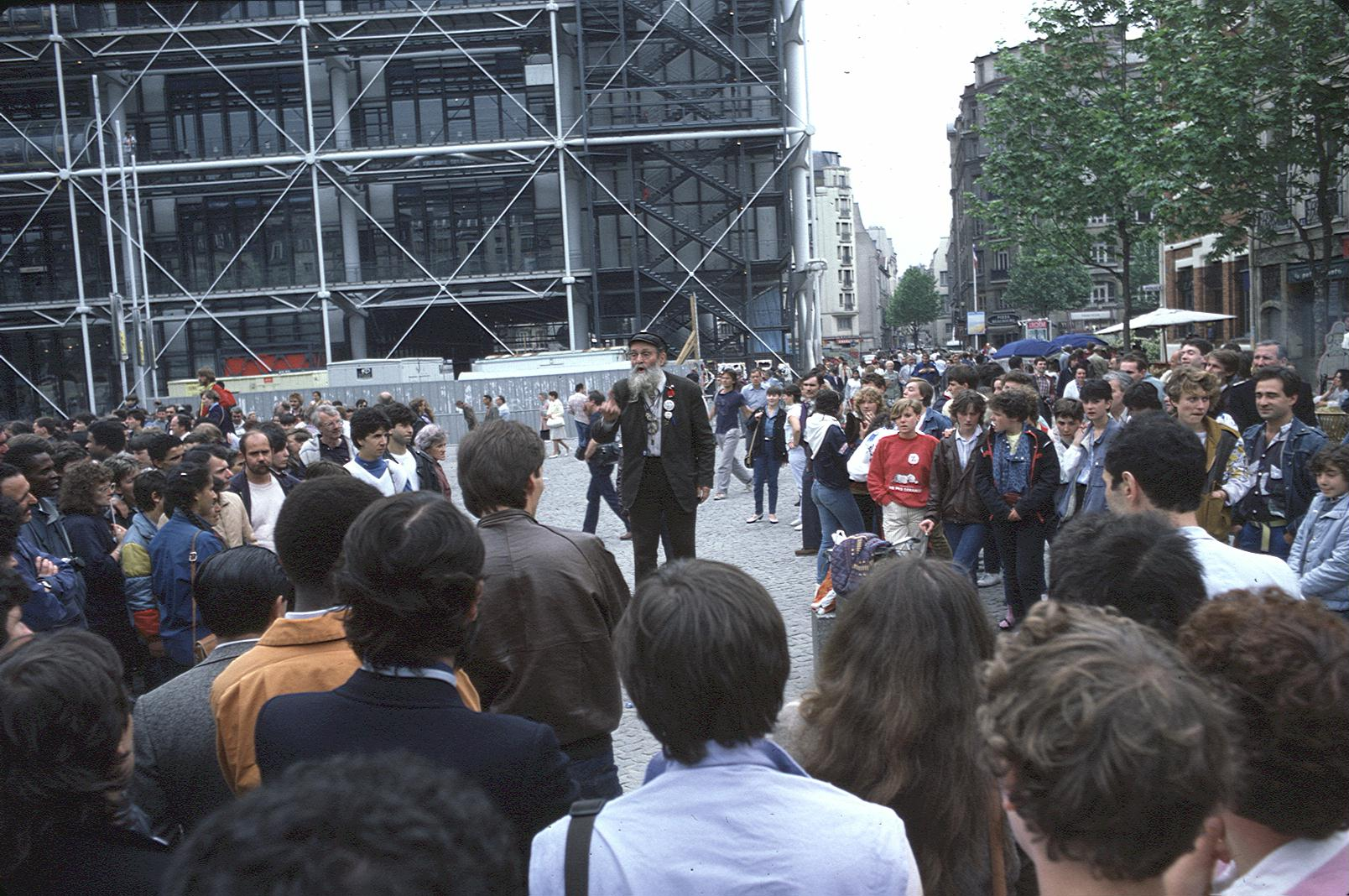
Juillet 1984 - Devant le Centre Pompidou.
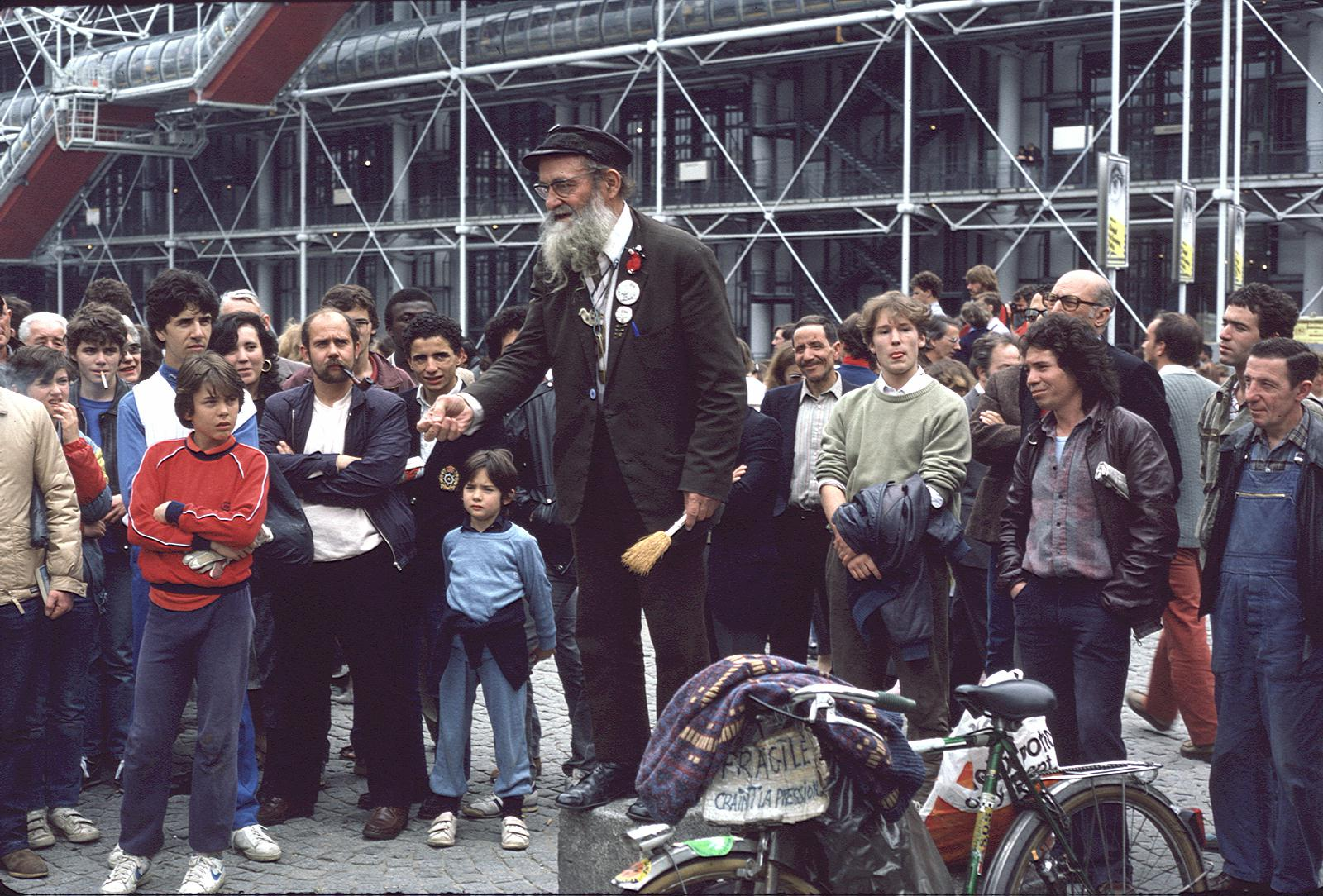
Juillet 1984 - Devant le Centre Pompidou.
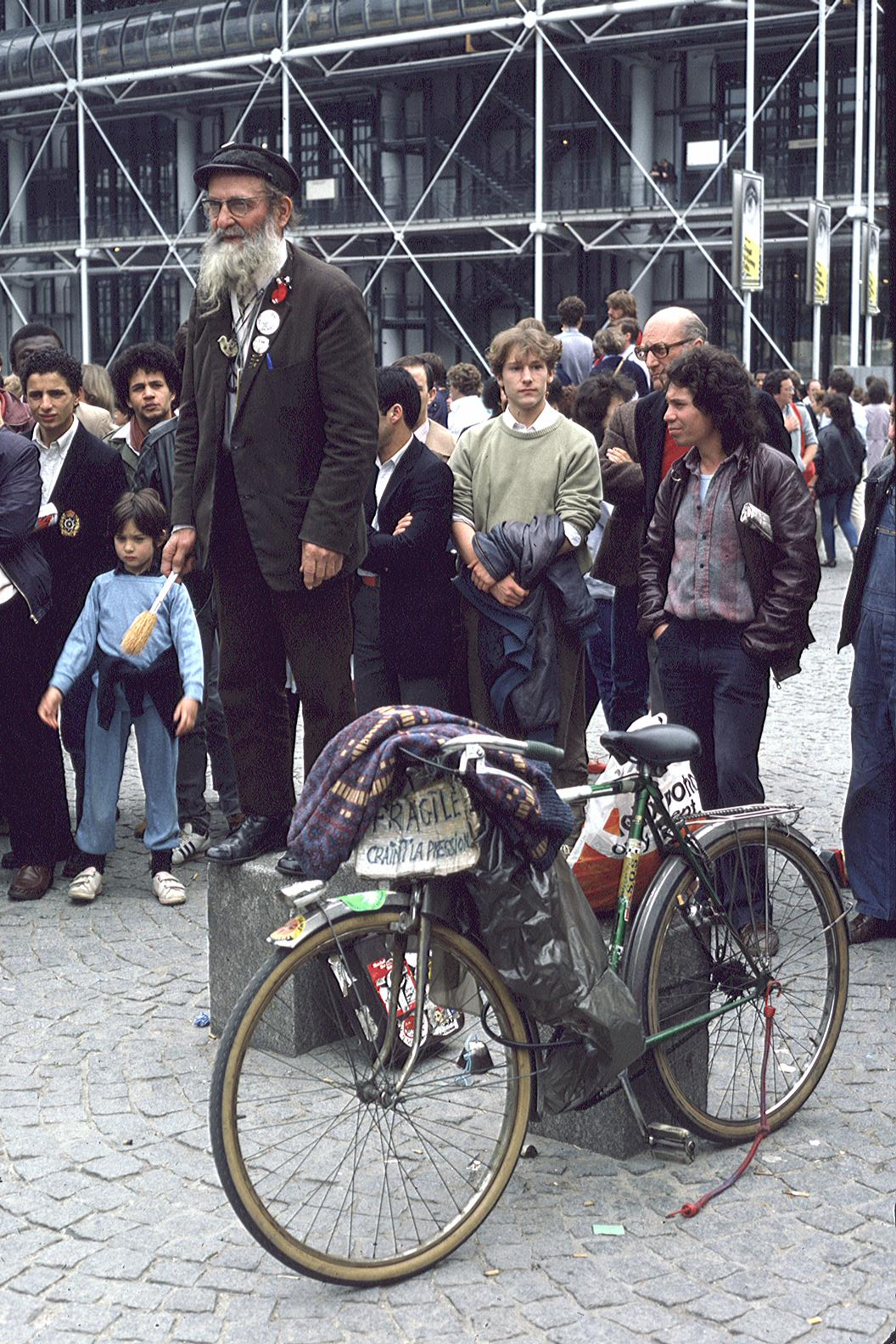
Juillet 1984 - Devant le Centre Pompidou.

## Slogans et aphorismes
(novembre 2024).
Mouna avait pour devise : « Les temps sont durs, vive le mou ! »

### Société et politique
- Nous sommes tous égaux, mais certains sont plus égaux que d’autres (emprunté à George Orwell)[27].
- Notre siècle : arnaques, barbaques, matraque[28].
- Le régime est pourri !, criait-il dans la rue en agitant un régime de bananes pourries.
- Battons-nous à coups d'éclats de rire[29].
- Caca, pipi, tata, capitalistes[17] !

### Médias
- Les mass-médias rendent les masses médiocres[29].
- La télé : je suis branché, câblé et même souvent accablé de tant de nullités[29].

### Changement
- Le monde ne tourne pas rond[28].
- Tout est bien ici-bas, avec la tête en bas[28].
- Ne prenez pas le métro, prenez le pouvoir[30].
- Battons le pouvoir quand il a chaud[31],[3] !
- Je fous la merde… pour que ça sente meilleur un jour[28].
- Réveillez-vous !, criait-il avec son vélo chargé d’anciens réveils-matin.
- Le monde est mûr, frères, il faut mûrir[29].

### Antimilitarisme
- À bas toutes les armées[32] !
- J'irai cracher sur vos bombes[29].
- Non à la guerre des étoiles, oui à la guerre des boutons ! Sans neutrons, la bombe à bonbons, c'est très bon[33] !
- Tu ne tueras point en détail mais en gros[32] !
- Des moutons, des bonbons, pas des canons[29].
- Égalité : chacun sa bombe et ses généraux[32].

### Environnement
- Les bagnoles ras-le-bol[29].
- La vélorution est en marche[29].
- Des vélos, pas trop d'autos.
- Du gazon, pas de béton.
- Le jour où un vélo écrasera une auto, il y aura vraiment du nouveau. (Variante : Avec ton vélo, écrase les autos et pédale dans la choucroute[3] !)
- Mieux vaut être actif aujourd'hui que radioactif demain[1],[3].
- L’énergie musculaire, l’énergie la moins chère !

### Religions, sectes
- Je préfère le vin d'ici à l'eau de là (emprunté à Francis Blanche)[27].
- Garez-vous des gourous[29] !
- Priez moins, aimez plus[32].

### Vie, mort
- On est condamné à mort dès la naissance, c'est pas pour ça qu'on doit faire une gueule d'enterrement[28] !
- On vit peu mais on meurt longtemps[1].
- La poésie c'est la vie[29].

### Divers
- C’est en parlant haut qu’on devient haut-parleur[34],[3].
- Aimez-vous les uns sur les autres[29],[3].
- La grossesse à 6 mois ! La retraite à 15 ans[1] !
- Les grands hommes d'aujourd'hui sont de plus en plus petits[29].
- Tous les désespoirs sont permis[28].
- Les valeurs morales ne sont pas encore cotées en bourse[29],[3].
- Il est anormal d'être normal[28].
- Aguigui, le cri de la vie !
- L'ennui naquit un jour de l'uniforme mité.
- Génération Marlboro : génération mal barrée[29].
- Au pays de la barbarie, je joue de l’orgue de Barbarie !
- Lisez le Mouna-Frères et retirez-vous dans un Mouna-stère où on boira de la li-mounade… !, déclamait-il en vendant son journal.
- Riez et vous serez sauvé[1] !
- Le jour se lève dans un cadre merveilleux, disait-il, passant sa tête derrière un cadre qu’il sortait de sa valise.
- Je suis un donneur de bonheur[29].
- Je suis ni pessimiste ni optimiste : je suis lucide[29].

## Filmographie
- 1977 : Urgent ou à quoi bon exécuter des projets puisque le projet est en lui-même une jouissance suffisante de Gérard Courant
- 1977 : Aurore collective, Carnets filmés de Gérard Courant
- 1989 : Écoutez Mouna, film documentaire réalisé par Bernard Baissat, Paris, 1989, 86 minutes, « voir en ligne ».
- 1989 : Cinématon #1138 de Gérard Courant
- 1989 : Portrait de groupe #116, À La Ménagerie de verre de Gérard Courant
- 1989 : Double jeu, Carnets filmés de Gérard Courant
- 1997 : Mongibello, Carnets filmés de Gérard Courant

## Discographie
- Mouna (Vive Mouna c'est le pied !), disque 33 tours, Vendémiaire, Paris, VDES 010, couverture : photo et texte de A. Gesgon ; imprimée par Grimoffset, 94400, Vitry. Sans date (peut-être 1980).
- On peut entendre Mouna sur le disque du groupe Mahjun (Saravah SH 10040 - 1973), titre « La Déniche » (B5 - 1 min 47 s).
- On peut également entendre Mouna sur le disque Ennemi Public no 1  de Gogol Premier (1989), « titre Proclamation d'Aguigui Mouna ».
- « La Fabrique de l'Histoire : Histoire des rebelles 3/4. Autour de Mouna Aguigui, commentaire d'une archive inédite, une interview enregistrée en 1966 par Danielle Bourgeois et Bart Van Heerikheuzen. », France Culture.

## Notice
- L'Éphéméride anarchiste : « notice biographique »